# Øre
 For alternative betydninger, se Øre (flertydig). (Se også artikler, som begynder med Øre)
Mennesket har to ører – et på hver side af hovedet. Det ydre øre kan give anledning til flere begreber, måske fordi det er synligt og fordi det kan variere meget fra individ til individ, se f.eks. stritøre, kåløre.
Funktionen af ørerne er at give adgang for høresansen og balancen, som er nogle af de basale sanser hos mennesket. Øret er opdelt i det ydre øre, mellemøret og det indre øre.
Den evolutionære teori om oprindelsen til ørerne er, at det var et ånderør som udvikledes på fisk for ca. 370 millioner år siden (f.eks. Panderichtys). Nogle fisk skulle så med tiden være gået på land og have givet ophav til bl.a. pattedyr.
Visse mennesker har evnen til at vrikke med ørene en smule.
Otologi er studiet og behandlingen af ørets sygdomme.

## Ørets opbygning
Det ydre øre opfanger lyde, og de fordybninger og folder, der findes i det ydre øre anvendes til retningsbestemmelse, når lyden kommer direkte forfra eller bagfra og der derfor ikke er forskel på lydtrykket imellem de to ører, eller forskel på hvornår lyden når frem til de to ører.
Efter det ydre øre ligger øregangen (ørekanalen) og for enden af denne sidder trommehinden. På den anden side af trommehinden er mellemøret. Mellemøret er et luftfyldt rum, hvor de tre øreknogler sidder – hammeren, ambolten og stigbøjlen. 
Ved ændringer i omgivelsernes tryk, f.eks. når man dykker eller letter med et fly vil trykket i det ydre øre ændres, mens trykket i mellemøret forbliver konstant. Denne trykforskel kan give stærke smerter og i værste fald sprænge trommehinden, hvis ikke trykket udlignes. Det Eustachiske rør har denne funktion. Det er en lille kanal, der evolutionært set er udviklet fra gæller. Røret, der løber fra mellemøret til næsehulen er normalt lukket af, men det kan åbnes ved bevægelser med underkæben. Derfor anbefales det at tygge tyggegummi, hvis man skal flyve.
Krybdyr har kun en enkelt øreknogle (hammeren), mens alle pattedyr har tre. Stigbøjlen, der er menneskets mindste knogle, og ambolten er omdannede kæbeknogler. Hammeren sidder på trommehinden og leder dennes bevægelser videre til ambolten, som igen leder bevægelser videre til stigbøjlen. Stigbøjlen sidder i forbindelse med endnu en membran – det ovale vindue, der markerer overgangen til det indre øre.
Det indre øre er fyldt med væske og snoet som et sneglehus og kaldes derfor cochlea eller sneglen. Sneglen er indvendigt delt op i tre afsnit: Scala vestibuli, scala tympana og scala media. Scala vestibuli er forbundet med det ovale vindue, mens scala tympana er forbundet med endnu en membran (det runde vindue), der fører tilbage ud til mellemøret. Scala media indeholder "Cortis organ", der sidder på en membran, kaldet basilarmembranen. Her sidder sansehårene i fire rækker. En indre række og tre ydre rækker. De tre ydre rækker hår har kontakt med den tectoriale membran. De skal forstærke dennes bevægelse og dermed forstærke sansningen. Den indre ene række hår måler basilarmembranens forskydninger og sender via sansecellerne, som hårene hæfter på, impulser videre til hørenerven, det er med andre ord denne række hår, der registrerer sansningen.
I det indre øre sidder også balanceorganet, der består af sacculus, utriculus og buegangene.

## Opfattelsen af en lyd
Når en lyd rammer det ydre øre bliver den ledt ind i øregangen og får her trommehinden til at svinge med lydens frekvens. Svingningerne overføres via øreknoglerne til det ovale vindue. Da arealet af det ovale vindue kun er 1/25 del af trommehindens areal bliver lydenergien koncentreret på et mindre areal og trykket bliver dermed forøget. Dette er vigtigt, da lyden nu skal transmitteres gennem væsken i det indre øre, og væske giver mere modstand end luft. 
Lydbølgen løber nu igennem sneglens tre afsnit tilbage til den sidste membran – det runde vindue. På lydens vej gennem sneglen bliver basilarmembranen sat i svingninger. Den svinger dog ikke lige meget overalt. Stedet, hvor der er maksimalt udsving, bestemmes af lydens frekvens. Høje frekvenser får den del nærmest det ovale vindue til at svinge mest. Sansehårene, der sidder på basilarmembranen bliver dermed aktiveret forskelligt afhængigt af, hvor de sidder i sneglen. Ved hjælp af nerveimpulserne fra sansecellerne, hvorpå hårene hæfter kan hjernen beregne hvilken del af basilarmembranen, der svinger mest og dermed beregne lyden.
Mennesket kan normalt høre frekvenser mellem 20 og 20.000 Hz. Hørelsen er dog mest følsom for lydbølger omkring 1000-4000 Hz. En almindelig samtale ligger omkring 200-5000 Hz.
Sygdommen tinnitus giver indtrykket af at man hører en lyd (oftest en tone) uden den reelt er der.